# Cattleya whitei
Cattleya whitei är en orkidéart som beskrevs av Heinrich Gustav Reichenbach. Cattleya whitei ingår i släktet Cattleya och familjen orkidéer. Inga underarter finns listade i Catalogue of Life.

## Bildgalleri

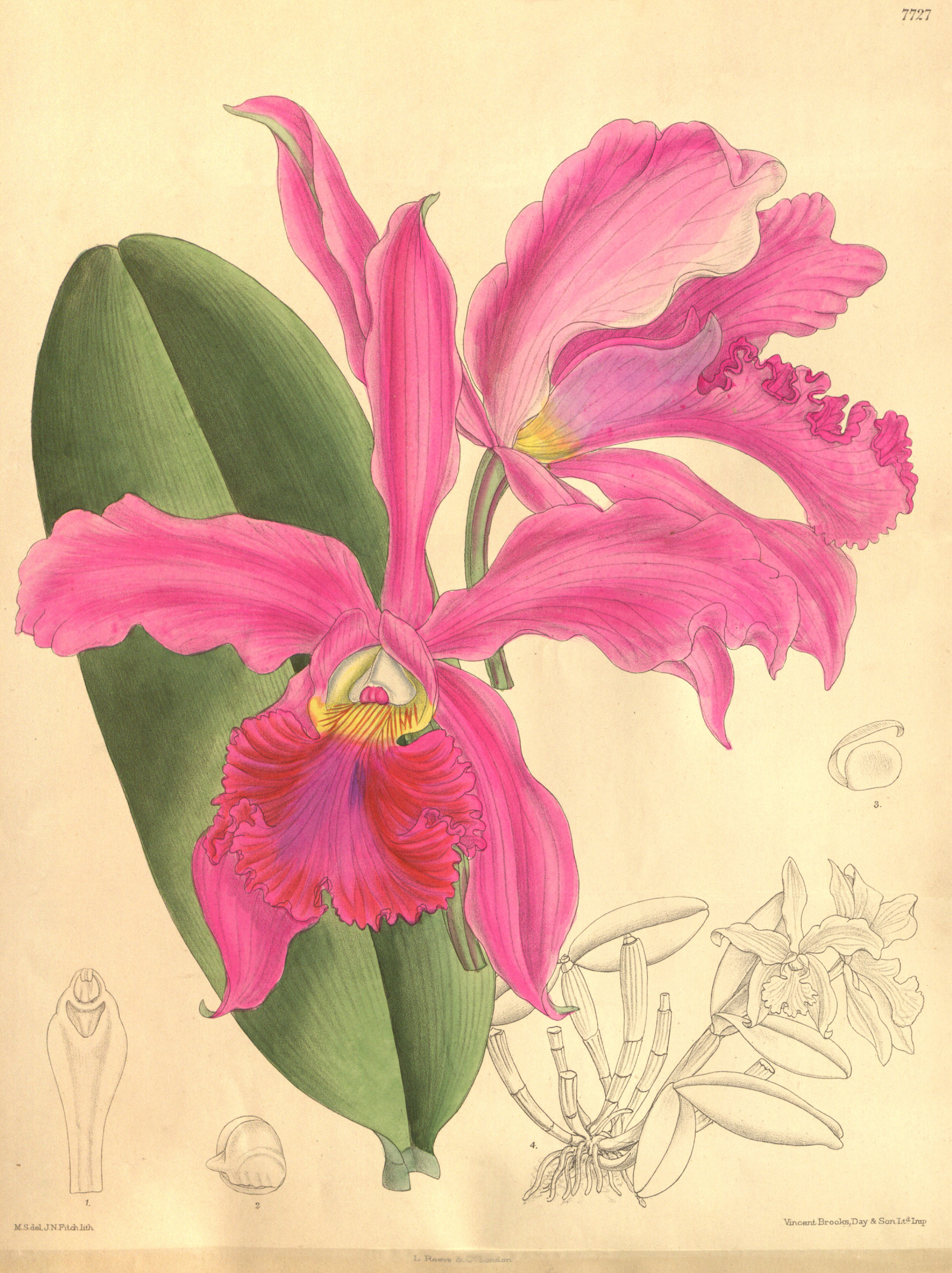